# Ronde van de Achterhoek
La Ronde van de Achterhoek es una carrera ciclista neerlandesa disputada en Aalten (Países Bajos) y sus alrededores. 

## Palmarés
| Año  | Ganador           | Segundo              | Tercero                   |
| ---- | ----------------- | -------------------- | ------------------------- |
| 2021 | Casper van Uden   | Jan-Willem van Schip | Ryan Christensen          |
| 2022 | Coen Vermeltfoort | Martijn Budding      | Jim Brown                 |
| 2023 | Martijn Rasenberg | Martijn Budding      | Noah Hobbs                |
| 2024 | Stian Rosenlund   | Noa Isidore          | Daan van Sintmaartensdijk |

## Palmarés por países
| País         | Victorias |
| ------------ | --------- |
| Países Bajos | 3         |
| Dinamarca    | 1         |